# Narodowa Aryjska Wspólnota Kulturowa
Narodowa Aryjska Wspólnota Kulturowa (czes. Národní árijská kulturní jednota, NAKJ) – czeska kolaboracyjna organizacja w Protektoracie Czech i Moraw podczas II wojny światowej
Została utworzona jeszcze w 1938 r. przez Front Aryjski. 24 kwietnia 1939 r. wystąpiła jako oficjalne stowarzyszenie. Czołowymi działaczami byli prof. J. Špaček, Z. Kudrnáč, K. Havlín. Działała głównie we wschodnich Czechach. Organem prasowym było pismo „Árijski Front”, w którym publikowali różni antysemiccy działacze, jak Bedřich Opletal, H. Tuskány, V. Maršík, B. Lain, czy działacze Narodowego Zjednoczenia. W 1940 r. liczebność NAKJ doszła do ok. 2 tys. członków. Występowała ona przeciwko Żydom, postulując wprowadzenie w Protektoracie ustaw norymberskich. Jednakże jej działalność praktycznie zamarła już w 1941 roku.